# Esclave des sens
Esclave des sens est le 13e épisode de la saison 6 de la série télévisée Buffy contre les vampires.

## Résumé
Warren, Jonathan et Andrew ont réussi à fabriquer un objet pouvant transformer une femme en une docile esclave sexuelle. Pour le tester, Warren décide de l'utiliser sur Katrina, son ex-petite amie, qui est immédiatement asservie, et l'emmène chez le Trio. Mais le conditionnement finit par prendre fin et Katrina menace de les faire envoyer tous les trois en prison. En voulant l'arrêter, Warren la tue accidentellement et, alors que Jonathan et Andrew sont sous le choc, il décide de faire porter le chapeau à Buffy. Buffy, quant à elle, poursuit sa relation avec Spike malgré la honte qu'elle en éprouve. 
Alors que Buffy est en patrouille, elle surprend des démons en train d'agresser une jeune femme (en fait Jonathan ayant pris l'apparence de Katrina). Au cours du combat, Buffy la frappe par erreur, lui faisant dévaler un monticule. Quand elle retrouve le corps, Buffy s'aperçoit qu'elle est morte et part se livrer à la police alors que Spike tente de l'en dissuader. Alors que Buffy était sur le point de se livrer, elle apprend l'identité de la victime (l'ayant déjà rencontrée dans l'épisode Chagrin d'amour) et fait demi-tour, pensant que le Trio est mêlé à cette histoire. La police finit par conclure à une mort accidentelle alors que Buffy avoue à Tara sa relation avec Spike et s'effondre en larmes devant elle, incapable de savoir si elle utilise le vampire pour satisfaire ses désirs ou si elle a vraiment des sentiments pour lui.